# Don't be evil
"Don't be evil", em português "não seja maligno", é o antigo lema do Google e uma frase usada no código de conduta corporativa pela empresa.
Após a reestruturação corporativa do Google sob o conglomerado Alphabet Inc. em outubro de 2015, a Alphabet adotou "Do the right thing", em português: "Faça a coisa certa", como seu lema. Entre 21 de abril e 4 de maio de 2018, o lema foi retirado do prefácio do código de conduta e mantido na sua última frase: "And remember... don't be evil, and if you see something that you think isn't right – speak up!", em português: "E lembre-se... não seja mau, e se você vir algo que acha que não está certo - fale!"